# Alanis Morissette
Alanis Nadine Morissette (sinh ngày 1 tháng 6 năm 1974) là một nữ ca sĩ kiêm sáng tác nhạc, nhạc công guitar, nhà sản xuất thu âm và diễn viên người Mỹ gốc Canada. Cô khởi nghiệp từ hai album nhạc dance-pop Alanis (1991) và Now Is the Time (1992) ở lứa tuổi thiếu niên bởi hãng thu âm MCA Records Canada. Cô đạt được thành công trên toàn cầu kể từ album phòng thu quốc tế đầu tiên, Jagged Little Pill (1995) với những ảnh hưởng của dòng nhạc rock. Jagged vượt 33 triệu bản trên toàn cầu giúp Morissette phá vỡ kỷ lục cho người trẻ tuổi nhất giành giải Grammy cho "Album của năm" và được xuất hiện trong nhiều danh sách vinh danh của các nhà phê bình. Hai album phòng thu kế tiếp, Supposed Former Infatuation Junkie (1998) và Under Rug Swept (2002) được tiếp nhận tích cực bởi các nhà phê bình và đều giành được chứng nhận Bạch kim tại Mỹ. Cô tiếp tục cho ra các album So-Called Chaos (2004), Flavors of Entanglement (2008) và Havoc and Bright Lights (2012).
Cho đến nay, Morissette đã bán ra hơn 60 triệu album trên toàn cầu, giành 16 giải Juno, 7 giải Grammy và 2 đề cử giải Quả cầu vàng. Cô được biết đến bởi chất giọng mezzo-soprano và được tạp chí Rolling Stone mệnh danh là "Nữ hoàng alt-rock angst".

## Danh sách đĩa nhạc
- Alanis (1991)
- Now Is the Time (1992)
- Jagged Little Pill (1995)
- Supposed Former Infatuation Junkie (1998)
- Under Rug Swept (2002)
- So-Called Chaos (2004)
- Flavors of Entanglement (2008)
- Havoc and Bright Lights (2012)

## Sự nghiệp điện ảnh
| Năm  | Tựa đề              | Vai           | Ghi chú                               |
| ---- | ------------------- | ------------- | ------------------------------------- |
| 1993 | Anything For Love   | Alanis        | Không được ghi nhận                   |
| 1999 | Dogma               | God           |                                       |
| 2004 | De-Lovely           | Ca sĩ vô danh | Hát "Let's Do It, Let's Fall in Love" |
| 2005 | Fuck                | Chính cô      | Phim tài liệu                         |
| 2005 | Just Friends        | Chính cô      | Không được ghi nhận (Định dạng DVD)   |
| 2010 | Radio Free Albemuth | Sylvie        |                                       |

| Năm       | Tựa đề                          | Vai              | Ghi chú                           |
| --------- | ------------------------------- | ---------------- | --------------------------------- |
| 1986      | You Can't Do That on Television | Chính cô         |                                   |
| 1996      | Malhação                        | Chính cô         | Phim dài tập Brazil               |
| 2000      | Sex and the City                | Dawn             | Tập "Boy, Girl, Boy, Girl"        |
| 2002      | Curb Your Enthusiasm            | Chính cô         | Tập "The Terrorist Attack"        |
| 2003      | Celebridade                     | Chính cô         | Phim dài tập Brazil               |
| 2004      | American Dreams                 | Ca sĩ            | Tập "What Dreams May Come"        |
| 2005      | Degrassi: The Next Generation   | Hiệu trưởng      | Tập "Goin' Down the Road: Part 1" |
| 2006      | Lovespring International        | Lucinda          |                                   |
| 2006      | Nip/Tuck                        | Poppy            | 3 tập                             |
| 2009–2010 | Weeds                           | Dr. Audra Kitson | 8 tập                             |
| 2012      | Up All Night                    | Amanda           | Tập "Travel Day"                  |

| Năm  | Tựa đề                | Vai          |
| ---- | --------------------- | ------------ |
| 1999 | The Vagina Monologues |              |
| 2004 | The Exonerated        | Sunny Jacobs |
| 2010 | An Oak Tree           |              |